# Kanton Valréas
Kanton Valréas is een kanton van het Franse departement Vaucluse. Het kanton is een exclave van dit departement; het wordt geheel omsloten door het departement Drôme. Het kanton maakte deel uit van het arrondissement Avignon, maar werd op 1 januari 2017 overgeheveld naar het arrondissement Carpentras. In 2018 telde het 13.709 inwoners.
Tot de Franse Revolutie was het eeuwenlang de Enclave des papes, een exclave van de pauselijke staat Comtat in het koninkrijk Frankrijk.
Omdat het een exclave is, werd het kanton bij de herindelingen van 2014-2015 niet gewijzigd, ook al voldeed het niet aan de norm qua bevolkingsaantal.

## Gemeenten
Het kanton Valréas omvat de volgende gemeenten:
- Grillon
- Richerenches, (Richerenche)
- Valréas (hoofdplaats)
- Visan